# Gäddtjärnet (Ny socken, Värmland)
Gäddtjärnet är en sjö i Arvika kommun i Värmland och ingår i Göta älvs huvudavrinningsområde. Sjön är 2 meter djup, har en yta på 0,0765 kvadratkilometer och är belägen 91 meter över havet.

## Delavrinningsområde
Gäddtjärnet ingår i det delavrinningsområde (662680-131498) som SMHI kallar för Vid mätstation Vagge. Medelhöjden är 112 meter över havet och ytan är 11,4 kvadratkilometer. Räknas de 55 avrinningsområdena uppströms in blir den ackumulerade arean 986,58 kvadratkilometer. Vaggeälven (Kivilampälven) som avvattnar avrinningsområdet har biflödesordning 3, vilket innebär att vattnet flödar genom totalt 3 vattendrag innan det når havet efter 279 kilometer. Avrinningsområdet består mestadels av skog (73 procent) och jordbruk (10 procent). Avrinningsområdet har 0,23 kvadratkilometer vattenytor vilket ger det en sjöprocent på 2 procent.